# 개방성
개방성(openness)은 투명성과 협업을 강조하는 것이 특징인 포괄적인 개념 또는 철학이다. 즉, 개방성은 "지식, 기술 및 기타 자원의 접근성, 행동의 투명성, 조직 구조의 침투성 및 참여의 포괄성"을 의미한다. 개방성은 폐쇄성, 중앙 권위, 비밀주의의 반대말이라고 할 수 있다.

## 개방성 개념
개방성은 매우 다양한 맥락에서 다양한 접근 방식에 기인한다. 개방성의 중요한 개념에 대해 보편적으로 받아들여지는 정의는 없으나 2017년 종합 검토에서는 '개방'이라는 용어를 자원의 성격(예: '공개 데이터') 프로세스의 성격(예: '개방형 혁신') 또는 특정 영역에 대한 영향(예: '개방형 교육') 등 더 높은 수준의 개념(예: '개방성 철학')을 의미하는 것으로 정의했다.

## 같이 보기
- 접근성
- 결사의 자유
- 자유 저작물
- 자유 소프트웨어
- 글라스노스트
- 오픈 소스 모델
- 오픈 액세스
- 열린교육
- OER
- 오픈 소스 모델
- 개방형 표준
- 경험에 대한 개방성